# Maria Justeau
 (juin 2024).
Maria Justeau, née le 17 février 1912 à Rennes (Ille-et-Vilaine) et morte le 27 mars 2008 à Pipriac (Ille-et-Vilaine), est une résistante française, membre de la Résistance intérieure française pendant la Seconde Guerre mondiale. Avec son mari, Eugène Justeau, elle a sauvé la vie de nombreux soldats américains, canadiens et français dans la région de Saint-Séglin en Bretagne. Elle fait partie des rares femmes à avoir reçu la croix de guerre 1939-1945. Elle a également reçu une reconnaissance officielle des parachutistes du Special Air Service.

## Biographie

### Jeunesse
Maria Françoise Dabout naît le 17 février 1912 à Rennes.
En 1936 elle épouse Eugène Justeau (1912-1975),.
Maria et Eugène possèdent un moulin à l'endroit appelé « Le Pont », situé entre Saint-Seglin et Pipriac, et qui est toujours visible.

### Seconde Guerre mondiale
Lors de la campagne de France en 1940, Eugène Justeau est mobilisé comme soldat de 2e classe au 35e régiment d'artillerie divisionnaire. Fait prisonnier, il rentre en France[Quand ?].
Le couple s'engage dans la Résistance française.
Eugène Justeau y participe en compagnie du Capitaine Toqué, de Louis Nadan, de Louis Bourgeais et de parachutistes du SAS en mettant en place de nombreux sabotages dans la région[réf. nécessaire]. 
Une fois, blessé et capturé par les Allemands, Eugène Justeau réussit à s'enfuir et regagner son moulin[réf. nécessaire]. Lorsque les Allemands viennent le chercher, Maria fait semblant de ne pas savoir où est son mari[réf. nécessaire]. Elle ment aussi aux soldats en le présentant comme un ouvrier agricole journalier du moulin[réf. nécessaire].
Eugène et Maria cachent au moulin des militaires alliés et résistants français :
- En septembre 1943, un bombardier américain B-17, nommé Battlin Bobbie, est abattu par les Allemands à Messac[6],[7]. Le pilote, Elton Hoyt (1920-2008), et neuf autres Américains s'échappent de l'avion avant qu'il ne s'écrase. Hoyt et trois camarades sont cachés par Maria Justeau au Moulin pendant trois semaines[6]. En septembre 2002, Hoyt revient au moulin pour remercier la population locale, dont Maria Justeau, qu'il revoit cinquante-neuf ans après le crash[6].
- Par ailleurs, le moulin héberge brièvement le général Marcel Allard[8], chef de subdivision de l'armée secrète, après avoir échappé à la Gestapo le 30 novembre 1943[9].
- Lors de la bataille de Saint Marcel (18 juin 1944), qui oppose 200 parachutistes des SAS français libres et 3 000 combattants du maquis, plus de vingt parachutistes sont cachés au moulin pendant la bataille[réf. nécessaire]. Maria et Eugène Justeau font tourner le moulin tout en nourrissant les soldats français et en s'occupant de leurs trois enfants.

Après la guerre, Eugène Justeau est homologué comme appartenant au réseau Centurie, et reçoit la Légion d'honneur et le grade de lieutenant pour ses actions héroïques.

### Après-guerre
Marie Justeau élève seule ses trois enfants à la suite du décès de son mari en 1975.
Elle passe ses dernières années dans sa petite maison.
Elle meurt le 27 mars 2008 à Pipriac.

## Distinctions
- Croix de guerre 1939–1945[réf. souhaitée] ;
- Reconnaissance officielle des parachutistes du SAS[réf. souhaitée].